# シロジクオナガフウチョウ
シロジクオナガフウチョウ (Astrapia stephaniae)は、スズメ目フウチョウ科の鳥類。

## 分布
パプアニューギニア （固有種）